# Meterana octans
Meterana octans là một loài bướm đêm trong họ Noctuidae.